# 王東生
王東生（1927年—1950年3月1日），曾化名張玉明，第八十七軍砲兵營第三連第一排第三班班兵，1949年6月隨副班長王富生攜械投敵叛變，不久化名張玉明返回第八十七軍再登步島潛伏被偵破，1950年3月1日槍決於登步島。

## 生平
王東生，1927年生於河北省灤縣，國民革命軍陸軍第八十七軍砲兵營第三連第一排第三班班兵，1949年6月，隨副班長王富生於浦口攜械投敵叛變，將機槍一挺、衝鋒槍一支、中正式步槍二支、七九子彈一千發、衝鋒槍子彈八十發及兩百四十發步槍子彈全部交付解放軍，不久化名張玉明返回第八十七軍二二二師六六五團潛伏，擔任運送連列兵，隨部駐守登步島，並調該團軍需室伙夫。經第八十七軍警衛連政治幹事偵查後押送軍法審判，該砲兵營第三連第一排第三班班長卜廣玉確認該員為自願攜械投敵，經該部軍法審判1949年12月14日以敵前攜械叛變判處張玉明死刑，1950年3月1日槍決。